# Перейра дос Сантос, Жефферсон Руан
Жефферсон Руан Перейра дос Сантос (порт.-браз. Jefferson Ruan Pereira dos Santos; род. 30 декабря 1999, Бразилия), более известный как Жеффиньо (порт.-браз. Jeffinho) — бразильский футболист, вингер клуба «Ботафого».

## Клубная карьера
Жеффиньо — воспитанник клуба «Резенди». В 2020 году он дебютировал за основной состав. В 2021 году игрок на правах аренды выступал за «Гама», а после её окончания вернулся обратно. Летом 2022 года Жеффиньо перешёл на правах аренды в «Ботафого». 19 июня в матче против «Интернасьонала» он дебютировал в бразильской Серии A. 24 июля в поединке против «Атлетико Паранаэнсе» игрок забил свой первый гол за «Ботафого». По окончании аренды клуб выкупил трансфер футболиста.
В начале 2023 года Жеффиньо перешёл во лионский «Олимпик». Сумма трансфера составила 10 млн евро. 25 февраля в матче против «Анже» он дебютировал в Лиге 1. 28 февраля в поединке Кубка Франции против «Гренобля» игрок забил свой первый гол за «Олимпик».
В начале 2024 года Жеффиньо на правах аренды вернулся в «Ботафого». В том же сезоне игрок отличился в матче против перуанского «Университарио» и помог команде выиграть Кубок Либертадорес, а также стал чемпионом Бразилии. По окончании аренды клуб выкупил трансфер футболиста.

## Достижения
Клубные
 «Ботафого»
- Победитель бразильской Серии A — 2024
- Победитель Кубка Либертадорес — 2024